# Nepeta natanzensis
Nepeta natanzensis là một loài thực vật có hoa trong họ Hoa môi. Loài này được Jamzad mô tả khoa học đầu tiên năm 2006.